# Ireneusz (Seredni)
Ireneusz, imię świeckie Iwan Seredni (ur. 10 maja 1939 w Stołpinie) – biskup Ukraińskiego Kościoła Prawosławnego Patriarchatu Moskiewskiego.

## Życiorys
Urodził się w rodzinie chłopskiej w województwie wołyńskim II Rzeczypospolitej. Po ukończeniu w 1957 szkoły średniej wstąpił do seminarium duchownego w Leningradzie, którego dyplom uzyskał w 1961. W 1968 ukończył wyższe studia teologiczne w Leningradzkiej Akademii Duchownej i podjął w niej pracę wykładowcy. 21 maja 1968 przyjął święcenia diakońskie, zaś następnego dnia – kapłańskie. 1 września 1970 złożył wieczyste śluby zakonne, przyjmując imię Ireneusz na cześć św. Ireneusza z Lyonu.
W latach 1971–1975 służył w Tokio w przedstawicielstwie Patriarchatu Moskiewskiego. 27 lipca 1975 miała miejsce jego chirotonia na biskupa ufijskiego i stierlitamackiego. Po roku przeniesiony do eparchii moskiewskiej jako biskup pomocniczy, z tytułem biskupa sierpuchowskiego, zwierzchnik patriarszych parafii w Kanadzie oraz tymczasowo również patriarszych parafii w Stanach Zjednoczonych.
16 lipca 1982 objął katedrę ałmacką i kazachstańską, po dwóch latach został przeniesiony do eparchii charkowskiej. W 1989 został z kolei biskupem lwowskim i drohobyckim, po roku – rówieńskim i ostrogskim, zaś w 1993 – arcybiskupem dniepropietrowskim i krzyworoskim. Od 1996 jego tytuł brzmiał arcybiskup dniepropetrowski i pawłohradzki. Od 2001 nosi tytuł metropolity.